# Gries, Bas-Rhin
Gries là một xã thuộc tỉnh Bas-Rhin trong vùng Grand Est đông bắc Pháp.